# Eufrozyna z Aleksandrii
Eufrozyna z Aleksandrii (gr. Ἁγια Ευφροσύνη, cs. Ewfrosinija Aleksandrijskaja, ur. ok. 414, zm. ok. 470) – święta Kościoła katolickiego i prawosławnego, która ubrana w męskie szaty wiodła życie jako eremita w klasztorze koło Aleksandrii.

## Życie
Święta Eufrozyna urodziła się ok. 414 roku w Aleksandrii. Gdy ukończyła 18 lat jej ojciec postanowił, że wejdzie ona w związek małżeński. Jednak Eufrozyna zdecydowała się uciec do niedaleko położonego klasztoru. Przywdziała szaty mnicha za zgodą przełożonego klasztoru. Żyła w odosobnieniu w zakonie prowadząc surowy tryb życia ascetycznego przez 38 lat jako brat Smaragd. Eufrozyna udzielała rad w sprawach duchowych odwiedzającym klasztor. Z jej kierownictwa duchowego korzystał nawet jej ojciec. Zmarła ok. 470 roku.

## Kult

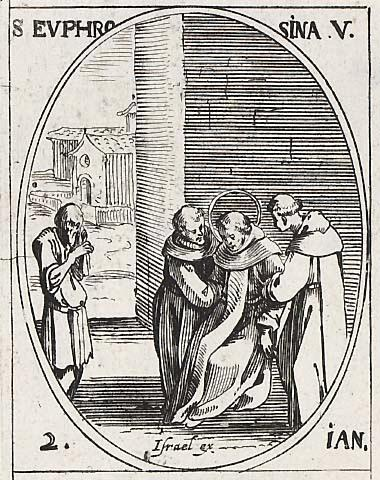
Śmierć św. Eufrozyny (w habicie karmelitańskim), rycina z XVII w.

Kult św. Eufrozyny, znany w średniowiecznej Europie, odżył w czasach nowożytnych dzięki klasztorowi w Beaulieu koło Compiègne, gdzie czczono jej relikwie. Jej wspomnienie liturgiczne przyjęli za własne karmelici, dlatego w ikonografii zachodniej bywała przedstawiana w habicie karmelitańskim. Obchód według Martyrologium Romanum 1 stycznia i 11 lutego, a według Menologium graecorum 25 września. W liturgii karmelitańskiej była czczona 2 stycznia jako Eufrozyna, Dziewica naszego Zakonu.